# Milner (Géorgie)
Pour les articles homonymes, voir Milner.
Milner est une ville américaine située dans le Comté de Lamar, en Géorgie. Selon le recensement de 2020, sa population est de 772 habitants.